# Port Stanley
Port Stanley Airport er en lufthavn på Falklandsøerne, tre kilometer udenfor hovedstaden Stanley. Lufthavnen er den eneste civile flyveplads med hårdt underlag på øerne. Den er offentlig drevet og benyttes til flyvninger internt på øerne.

## Historie
Frem til 1972 var der ingen landingsbaner på Falklandsøerne med fast underlag, og alle rejser til øerne måtte foretages ad søvejen. I begyndelsen af 1970'erne bestemte Falkland Islands Company sig for at afskaffe den månedlige sejlads til Montevideo, noget som øgede ønsket om en flyrute til det sydamerikanske fastland.
I 1971 startede det argentinske luftvåben flyvninger fra Comodoro Rivadavia med Grumman HU-16 Albatross amfibiefly fløjet af det militære flyselskab Líneas Aéreas del Estado (LADE). Den 15. november 1972 åbnede en midlertidig landingsbane som var blevet etableret ved Hookers Point i østenden af halvøen Port Stanley. Flytypen som blev benyttet var jetflyet Fokker F-28, også med Comodoro Rivadavia som destination. Ruten blev opretholdt frem til 1982, og var den eneste ruteforbindelse til øerne. I 1978 blev startbanen ødelagt af uvejr, men året efter stod en permanent startbane klar ved Cape Pembroke. Lufthavnen og dens 1200 meter lange startbane blev officielt åbnet d. 1. maj 1979 af polarforskeren Vivian Fuchs. Lufthavnen blev base for Falkland Islands Government Air Service (FIGAS) og selskabets flåde af Britten-Norman Islander og de Havilland Canada DHC-2 Beaver propelfly. Disse fly var robuste nok til at lande på græsbanerne Goose Green og Pebble Island på Falklandsøerne.
Royal Air Force benyttede også lufthavnen til at forsyne og forstærke den britiske garnison af marineinfanterister.

### Falklandskrigen
Under Falklandskrigen i 1982 blev lufthavnen okkuperet af argentinske styrker. Den relativt korte startbane hindrede det argentinske luftvåben i at udstationere kampfly, men en række observations- og ildstøttefly var udstationeret her. Desuden blev den argentinske garnison forstærket af en luftbro med bl.a. Boeing 737, Fokker F-27 mm. Efter ankomsten af de britiske Sea Harriers var luftbroen begrænset til natlige flyvninger med C-130 Hercules.
Den 1. maj 1982 startede Royal Air Force bombningen af lufthavnen. I løbet af krigen blev lufthavnen ramt af 237 flybomber, 1200 granater fra skibsartilleri og 16 missiler. Lufthavnen blev imidlertid aldrig fuldstændig lukket.

### RAF Stanley
Efter krigen overtog Royal Air Force lufthavnen og omdøbte den RAF Stanley. Ingeniørtropper forlængede startbanen og installerede bremsewirer for enderne, for at kunne udstationere fire jagerfly af typen Phantom FGR.2 til luftforsvar af øerne. Derudover sørgede Hercules C.1-transportfly for lufttankning og nedkastningsopgaver til South Georgia.
I 1985 åbnede flyvestationen Mount Pleasant, så i april 1986 blev Stanley lufthavn igen civil og forlængelsen af startbanen blev fjernet. En flyrute fra Chile benyttede lufthavnen i begyndelsen af 1990'erne, men internationale flyvninger har siden 1985 hovedsagelig foregået fra Mount Pleasant.

## Destinationer
Falkland Islands Government Air Service (FIGAS) opererer flere Britten-Norman Islander til indenrigsflyvninger fra Stanley lufthavn. Lufthavnen benyttes også af British Antarctic Survey, som opererer en forbindelse mellem Falklandsøerne og forskningsstationen Rothera på den Antarktiske Halvø med en de Havilland Canada Dash 7.

## Eksterne links
- Wikimedia Commons har flere filer relateret til Port Stanley Airport

Oversat fra norsk Wikipedia.